# Thomas Shaughnessy
Pour les articles homonymes, voir Shaughnessy.
Thomas George Shaughnessy (né le 6 octobre 1853  à Milwaukee - décédé le 10 décembre 1923 à Montréal), 1er baron Shaughnessy, est un homme d'affaires américano-canadien, président du Canadien Pacifique et l'un des hommes les plus puissants de son époque.

## Biographie
Thomas George Shaughnessy fit ses études à Milwaukee et commença un emploi dans les chemins de fer locaux en 1869. Il fut alors remarqué en 1882 par William Van Horne qui était en campagne de recrutement pour le Canadien Pacifique. 
Quinze ans plus tard, en 1899, Thomas Shaughnessy devient président de la compagnie de chemin Canadien Pacifique qui occupera un important édifice au 401-407 de la rue McGill, édifice qui porte d’ailleurs le nom de son président. Ce dernier dirige avec talent cette énorme compagnie et ses qualités de financier le font remarquer à l’échelle canadienne. La Première Guerre mondiale fait rage, mais il réussit à maintenir le Canadien Pacifique en dehors de la panique financière qui affecte de nombreuses entreprises. 
Thomas Shaughnessy ne se contenta pas de veiller au bon fonctionnement de l’entreprise, il lui fit prendre une expansion considérable et lui permit de varier ses activités. De 1899 à 1913, le réseau ferroviaire du Canadien Pacifique passa de 11 200 km à 18 000 km. De plus pour offrir de nouveaux débouchés à l’entreprise, il organisa l’achat de navires transatlantiques. Le Canadien Pacifique pouvait dès lors assurer le transport d’immigrants européens vers le Canada par voie maritime, puis vers l’ouest canadien grâce au réseau de chemin de fer.  
Durant la Première Guerre mondiale, Lord Shaughnessy placera toutes les ressources du Canadien Pacifique (chemins de fer, navires, ateliers) à la disposition des Alliés. La compagnie en tirera de généreux bénéfices et son prestige en sera aussi rehaussé. Il n’hésitera pas à prendre publiquement position en faveur de la participation canadienne à la guerre. En 1916, il accédera au titre de baron. 
En 1918, Lord Shaughnessy quittera ses fonctions de président du Canadien Pacifique et deviendra président du conseil d’administration de l’entreprise, poste qu’il occupera jusqu’à son décès. 

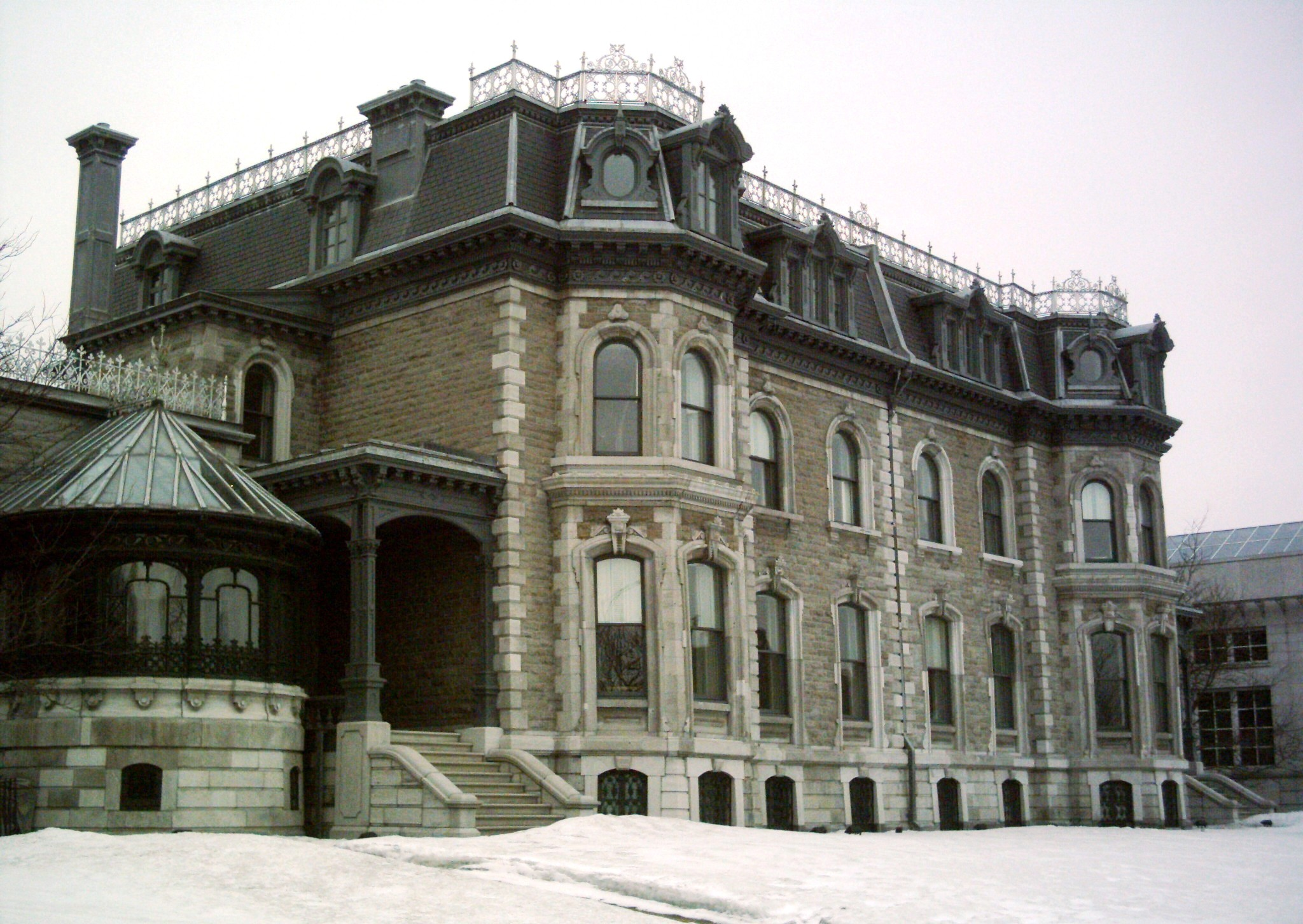
La maison Shaughnessy est au cœur du Centre canadien d'architecture

Il vivait avec sa famille dans une somptueuse résidence du boulevard Dorchester à Montréal. Cette résidence, appelée aujourd’hui maison Shaughnessy, est intégrée au Centre canadien d'architecture sur le boulevard René-Lévesque.
Autre célébrité de la famille, Charles Shaughnessy, né le 9 février 1955 à Londres, 5e baron Shaughnessy, est un acteur britannique.
Shaughnessy Village est un quartier montréalais encerclant la maison Shaughnessy et désigné ainsi dès le début du XXe siècle en l'honneur Thomas Shaughnessy.

## Distinctions
- Chevalier (Knight Bachelor - 1901)
- Chevalier commandeur de l'Ordre royal de Victoria (KCVO - 1907)[2]
- Chevalier de grâce de l'Ordre de Saint-Jean de Jérusalem (1910)[3]
- 1er baron Shaughnessy (1916)[4]